# Harry Donovan
Henry Harry Donovan (Union City, 10 settembre 1926) è un ex cestista statunitense, professionista nella NBA e nella ABL.

## Carriera
Venne selezionato dai New York Knicks nel Draft BAA 1949.